# NGC 1959
NGC 1959 (другое обозначение — ESO 56-SC120) — рассеянное скопление в созвездии Столовой Горы, расположенное в Большом Магеллановом Облаке. Открыто Джоном Гершелем в 1834 году. Возраст скопления составляет 200—400 миллионов лет.
Этот объект входит в число перечисленных в оригинальной редакции «Нового общего каталога».